# Lac Maurepas
Le lac Maurepas est un lac d'eau douce du sud-est de la Louisiane, États-Unis. Il fait partie du bassin de Pontchartrain, une zone marécageuse du delta du Mississippi, juste au nord-ouest de La Nouvelle-Orléans En plus du lac de Maurepas, on retrouve le lac Borgne et le lac Pontchartrain qui couvrent ensemble 55 % du bassin. Le lac Maurepas se déverse dans le lac Pontchartrain par la passe étroite Manchac près de la ville de Manchac. Il a été nommé en 1699, par l'explorateur français né en Nouvelle-France, Pierre Le Moyne d'Iberville, en l'honneur de Louis Phélypeaux de Pontchartrain comte de Maurepas, homme d'État français du XVIIe siècle.

## Toponymie
Le nom de Maurepas fut donné en l'honneur du chancelier Louis Phélypeaux de Pontchartrain, comte de Maurepas et de Pontchartrain, qui assumait les fonctions de contrôleur général des finances (à partir de 1689), de secrétaire d'État à la Marine (à partir du 7 novembre 1690) et de secrétaire d'État à la Maison du Roi.

## Géographie
Le bassin de Pontchartrain est une zone alluviale du fleuve Mississippi. Ce bassin couvre une superficie de 1 956 km2. Les marécages occupent une partie importante du bassin et se répartissent en 156 km2 de marais d'eau douce, 116 km2 en partie saumâtres, 473 km2 saumâtres, 340 km2 salés et 873 km2 couverts de cyprès des marais. Depuis 1932, plus de 267 km2 des marais ont été transformés en lac ouvert dans le bassin, soit plus de 22 % du bassin original. Les lacs Maurepas et Pontchartrain sont séparés par des bandes de terres marécageuses, couvertes de cyprès chauves, dont l'eau est parfois douce, parfois un peu saumâtre. Cependant le lac Maurepas est lui d'eau douce.